# Peter und Sabine
Peter und Sabine ist ein deutsches Liebesdrama aus dem Jahre 1968 von August Rieger mit zwei Teenagern in den Titelrollen.

## Handlung
Erzählt wird die klassische Geschichte von den ersten erotischen und sexuellen Erfahrungen, Irrungen und Wirrungen miteingeschlossen, mehrerer Heranwachsender. Im Mittelpunkt steht jedoch vor allem die Love Story mit Hindernissen der beiden Protagonisten Sabine und Peter. Der 16-jährige Junge verliebt sich in die gleichaltrige Sabine. Dies stößt (in dieser Zeit) erwartungsgemäß auf massiven Widerstand bei der verantwortlichen Elternschaft. Sabines Mutter schickt ihre Tochter sofort in ein Internat, als sie hinter diese zarte Liaison kommt und unterschlägt überdies Peters Briefe an seine junge Liebe. Peter ist daraufhin verzweifelt und beginnt sich in einem Tanzschuppen zu Beatklängen sinnlos zu betrinken. 
Die junge Barfrau Gitte kümmert sich daraufhin um ihn und nimmt Peter mit auf ihr Zimmer. Dort hat er (angeblich) seine ersten sexuellen Erfahrungen. Denn Gitte behauptet nun, von ihm schwanger geworden zu sein und versucht den Teenager daraufhin finanziell zu schröpfen. Peter will sich aus Verzweiflung das Leben nehmen, da er glaubt, Sabine mit Gitte betrogen zu haben. Ehe es zu dieser Verzweiflungstat kommen kann, wird der Junge von seinem älteren Bruder Jens, der (so ein weiterer Handlungsstrang) eine Affäre mit der erfahrenen Geschiedenen Claudia hat, gerettet.

## Produktionsnotizen
Nach den Erfolgen verschiedener Aufklärungsfilme beschloss Produzent Karl Spiehs, selbst einen solchen Film zu drehen. Da Oswalt Kolle und andere Spezialisten des Metiers vertraglich bei der Konkurrenz gebunden waren, verfilmte er den Bestseller Wildes Blut von Marie Louise Fischer.
Peter und Sabine passierte die FSK am 30. Juli 1968 und wurde am 9. August 1968 uraufgeführt. 
Die Filmbauten schuf Hans Zehetner. Günther Eulau hatte die Produktionsleitung.
Die 18-jährige Barbara Capell, die in dieser Geschichte eine Liebesaffäre mit einem 13-Jährigen (!), gespielt von dem zu diesem Zeitpunkt 14-jährigen Jan Koester, haben soll, gab hier ihr Filmdebüt. 50er-Jahre-Star Edith Mill gab hier ihre Abschiedsvorstellung im Kinofilm; sie wanderte noch im selben Jahr nach Kanada aus.

## Kritiken
Die katholische Filmkritik reagierte einst sehr heftig auf diese Geschichte erster sexueller Erfahrung. In deren Handbuch Filme 1965–70 heißt es: „Verfilmung eines Illustriertenromans, voller Klischees, mit Pseudoaufklärung angereichert, in einigen Szenen unnötig freizügig. Als Aufklärungsfilm indiskutabel.“ Zu einer ähnlichen Einschätzung gelangt der Evangelische Film-Beobachter: „Mehr spekulativ gedreht und als ‚Lebenshilfe‘ unter falscher Flagge segelnd. Ohne jede Empfehlung.“
Im Lexikon des Internationalen Films hieß es Jahrzehnte später unwesentlich milder: „Die ersten erotischen Erlebnisse und Verwirrungen dreier Jugendlicher. Verfilmung eines Illustriertenromans von Marie Louise Fischer - voller Klischees, mit Pseudoaufklärung (Entwicklung einer Eizelle, Gefahren der Abtreibung) angereichert.“